# Credne Cerd
Dans la mythologie celtique irlandaise, Credne Cerd est le dieu-bronzier des Tuatha Dé Danann, il est le fils de Brigit et Tuireann.

## Mythologie

### Hiérarchie des Tuatha Dé Danann[1]
- hors classe : 
- Lug Samildanach (dieu primordial)

 - fonction sacerdotale : 
- Dagda (dieu-druide)

 - fonction guerrière : 
- Ogme (dieu de la magie guerrière)
- Nuada (royauté)

 - fonction artisanale : 
- Goibniu (dieu forgeron)
- Credne (dieu bronzier)
- Luchta (dieu charpentier)

 - participent aux trois fonctions : 
- Diancecht (dieu-médecin) père de Airmed, Miach et Oirmiach
- Mac Oc ou Oengus (jeunesse)

 - déesse féminine unique connue sous les formes : 
- Brigit (déesse des poètes, des forgerons et des médecins)
- Étain ou Eithne (reine d’Irlande, mère de tous les dieux)
- Boand (autre nom de Brigit, déesse éponyme de la Boyne)
- Mórrígan (déesse guerrière, ou bien de la souveraineté)

### Credne Cerd
Il appartient à la classe artisanale et relève donc de la troisième fonction productrice. Il apparaît dans le récit du Cath Maighe Tuireadh qui narre la guerre qui oppose les dieux aux Fomoires ; on l'y voit fabriquer des armes avec ses frères Goibniu et Luchta. Il aide aussi Diancecht à fabriquer une prothèse en argent pour Nuada Aigetlam qui a eu le bras arraché au cours de la bataille.
Credne Cerd : cred signifie bronze et cerd artisan.